# Tycomarptes servilis
Tycomarptes servilis är en fjärilsart som beskrevs av Walker 1865. Tycomarptes servilis ingår i släktet Tycomarptes och familjen nattflyn. Inga underarter finns listade i Catalogue of Life.